# Ciclosporine
La ciclosporine (selon la dénomination commune internationale, mais aussi appelée cyclosporine) est un agent immunosuppresseur dont l'utilisation thérapeutique, dès le début des années 1980, a permis un essor considérable du domaine de la transplantation d'organes en prévenant le rejet aigu des allogreffes. Aujourd'hui encore largement employée en transplantation (peau, cœur, rein, poumons, pancréas, moelle osseuse, intestin grêle), quoique concurrencée par des molécules plus récentes, la ciclosporine a également des applications en dermatologie et dans le traitement de certaines maladies auto-immunes.
Initialement isolée dans un échantillon de sol en Norvège, la ciclosporine A est la forme principale du médicament. Il s'agit d'un peptide cyclique de onze acides aminés synthétisé par un champignon microscopique, Tolypocladium inflatum. Elle comporte des acides aminés dextrogyres, rarement rencontrés dans la nature.

## Indications
Les propriétés immunosuppressives de la ciclosporine ont été mises au point dans le laboratoire Sandoz (devenu Novartis) à Bâle, par le professeur Jean-François Borel.
L'efficacité de la ciclosporine A dans la prévention du rejet des allogreffes fut démontrée d'abord pour les transplantations hépatiques par le docteur Thomas Starzl, de l'Université de Pittsburgh. La première patiente à en avoir bénéficié était une femme de 28 ans, le 9 mars 1980. La ciclosporine fut autorisée en 1983 par la Food and Drug Administration (FDA).
Outre le domaine de la transplantation d'organes, la ciclosporine est utilisée en dermatologie pour le traitement des formes les plus sévères de psoriasis et de dermatite atopique. En rhumatologie elle est un traitement d'indication exceptionnelle de la polyarthrite rhumatoïde et de maladies apparentées. Elle a été étudiée dans plusieurs autres maladies auto-immunes telles que le syndrome de Stevens-Johnson, dans la rectocolite hémorragique en cas de non-réponse aux corticoïdes et dans certaines uvéites postérieures ou moyennes non infectieuses. La ciclosporine locale est également étudiée et déjà prescrite en tant que collyre dans le traitement de kératoconjonctivites sévères avec resistance ou non aux corticoïdes locaux,,, bien que l'on déplore la faible ampleur des études menées sur le sujet, en raison notamment de la rareté de la forme sévère de la kératoconjonctivite. Dans ce cas, le collyre est produit et conditionné en pharmacie d'hopital.
La ciclosporine A a fait l'objet d'études comme possible agent neuroprotecteur dans les traumatismes crâniens et a fait la preuve expérimentale de son efficacité pour réduire les lésions cérébrales associées aux traumatismes. La ciclosporine A bloque la formation du pore de transition de perméabilité mitochondriale, canal de la membrane mitochondriale impliqué dans la genèse des lésions liées aux traumas crâniens et aux maladies neurodégénératives.
En 2020, une étude menée par une équipe de chercheurs espagnols dévoile qu'un traitement de cyclosporine fournit une chance de survie plus élevée lors de la contraction de la Covid-19.[pertinence contestée]
La cyclosporine possède aussi une AMM dans le traitement de la kératite sévère sous forme d'un collyre commercialisé sous le nom d'IKERVIS. Ce traitement est réservé aux patients adultes présentant une sécheresse oculaire qui ne s'améliore pas malgré l'utilisation de substituts lacrymaux. La prescription est réservée aux spécialistes en ophtalmologie et IKERVIS n'est disponible qu'à l'hôpital,.

## La découverte de la ciclosporine
En 1969, Hans Peter Frey, ingénieur du laboratoire suisse Sandoz, revient de ses vacances en Norvège avec, dans ses bagages, une poignée de terre ramassée sur les hauts plateaux de l'Hardangervidda, au sud de la Norvège. C'est par hasard en 1971 que le professeur Jean-François Borel découvre qu’un champignon recueilli semble pourvu de capacités immunosuppressives. Il s'est rendu compte que la substance n'affectait que les lymphocytes T et elle avait donc un potentiel important pour la médecine dans la transplantation d’organes. Les tests ont confirmé que cette molécule paralyse les réactions immunitaires de l'organisme sans détruire les cellules. Ce nouveau médicament a été testé en 1977 par le chirurgien britannique Roy Yorke Calne.
Hartmann Stähelin, chef du département de pharmacologie de Sandoz, a également participé à la découverte de la ciclosporine et à son développement. Plus tard, il y a eu un différend entre Stähelin et Borel sur leurs parts respectives dans la découverte de la ciclosporine.

## Mode d'action
Le mode d’action de la ciclosporine n’est pas complètement connu. Il est actuellement admis que la molécule se lie à la cyclophiline des lymphocytes immunocompétents, particulièrement des lymphocytes T. Le complexe ciclosporine-cyclophiline inhibe la calcineurine, protéine phosphatase qui, dans des circonstances normales, active la transcription du gène de l'interleukine 2. Il inhibe également la production d'autres lymphokines, conduisant à une réduction de l'activité des lymphocytes T effecteurs.
La ciclosporine A exerce aussi une activité sur les mitochondries. Elle inhibe l'ouverture du pore de transition de perméabilité, bloquant la libération du cytochrome c dans le cytosol. Elle est ainsi un inhibiteur de l'apoptose.

## Effets indésirables et interactions
Le traitement par ciclosporine est associé à un risque non négligeable de complications et d'interactions médicamenteuses. Les effets indésirables les plus documentés de la ciclosporine A sont la néphrotoxicité et les maladies opportunistes qui résultent de l'immuno-suppression (infections, plus rarement cancers). Les autres effets adverses sont variés, non spécifiques et rarement graves.
Une autre forme du médicament, la ciclosporine G, a montré une néphrotoxicité moindre que la ciclosporine A. Elle en diffère par la position du second acide aminé, où une L-norvaline remplace l'acide α-aminobutyrique.
Les inhibiteurs de l'isoenzyme 3A4 du cytochrome P450 diminuent la métabolisation de la ciclosporine. En particulier, la consommation de jus de pamplemousse, un inhibiteur puissant de cet isoenzyme, peut conduire à l’accumulation de ciclosporine, augmentant le risque d'apparition d'effets secondaires dépendant de la dose.

## Le scandale de 1985
En octobre 1985, trois médecins de l’hôpital Laennec, à Paris, les professeurs Philippe Even, pneumologue, Jean-Marie Andrieu, cancérologue, et le docteur Alain Venet, immunologiste, expérimentent la ciclosporine A sur deux patients atteints du sida, puis donnent le 29 octobre une conférence de presse annonçant qu'ils ont trouvé un traitement du sida, car ils constatent une augmentation rapide des lymphocytes T4 chez les patients traités. Les magazines s'emballent, et Joël de Rosnay lui-même écrit dans un de ses ouvrages qu'à l'avenir, la ciclosporine sera incontournable pour traiter le sida. Cependant, les deux patients traités meurent, ainsi qu'un troisième traité à Grenoble. L'affaire de la ciclosporine affecte l'image de la recherche médicale française, celle du ministère de la santé et celle de l'auteur,.

## Formulations
Le médicament est commercialisé par Novartis sous les noms Sandimmun (présentation originale) et Neoral (microémulsion la plus récente). Les formes génériques ont été commercialisées sous divers noms (Cicloral par Sandoz, Gengraf par Abott). Depuis 2002, la ciclosporine est disponible en émulsion topique sous forme de collyre unidose pour le traitement du syndrome de l’œil sec dans les formes chroniques et de la kératoconjonctivite sèche sous le nom Ikervis.
Le médicament est également formulé pour certaines préparations vétérinaires sous la marque Atopica pour le traitement de la dermatite atopique canine et féline. La ciclosporine est efficace chez le chien et le chat à moindre dose et avec moins d'effets indésirables.

## Divers
La ciclosporine fait partie de la liste des médicaments essentiels de l'Organisation mondiale de la santé (liste mise à jour en avril 2013).